# Stacja Dziatłowicze
Stacja Dziatłowicze (biał. Ста'нцыя Дзя'тлавiчы; ros. Ста'нция Дя'тловичи; do 2017 Dziatłowicze, biał. Дзятлавічы, ros. Дятловичи) – wieś na Białorusi, w obwodzie brzeskim, w rejonie łuninieckim, w sielsowiecie Dziatłowicze, przy drodze republikańskiej .
Znajduje tu się przystanek kolejowy Dziatłowicze (dawniej stacja kolejowa), położony na linii Równe – Baranowicze – Wilno.

## Historia
W dwudziestoleciu międzywojennym w miejscu obecnej wsi Stacja Dziatłowicze znajdowały się stacja kolejowa Dziatłowicze, osada Łebcze oraz chutory Żydówki i Piddobryń. Leżały one wówczas w Polsce, w województwie poleskim, w powiecie łuninieckim, do 18 kwietnia 1928 w gminie Kożangródek, następnie w gminie Łuniniec.
Po II wojnie światowej w granicach Związku Sowieckiego. Od 1991 w niepodległej Białorusi.